# Gaston-Jean-Baptiste de Roquelaure
Gaston-Jean-Baptiste marquis, puis 1er duc de Roquelaure, né en 1617 et mort en 1683 est un officier français. Il est le fils d'Antoine de Roquelaure.

## Biographie
Surnommé, avec raison, l'homme le plus laid de France, il fut, en revanche, un des plus braves et des plus spirituels gentilshommes de son temps. 
Il se rendit célèbre par sa gaieté, un esprit fécond en saillies et par de brillants faits d'armes. Colonel, le 14 août 1638, du régiment de Roquelaure cavalerie, il est blessé et fait prisonnier au combat de la Marfée en 1641, il se distingue l'année suivante à la bataille de Honnecourt, puis aux sièges de Gravelines, de Bourbourg et de Courtrai. Il est blessé au siège de Bordeaux durant la Fronde, et contribue à la conquête de la Franche-Comté en 1668, à la guerre de Hollande en 1671. Il meurt en tant que duc à brevet et gouverneur de la Guyenne, laissant la réputation d'un bon militaire et d'un homme d'esprit. 
Toutefois, Saint-Simon le représente comme un bouffon et un plaisant de profession. On a publié (Cologne, 1727) un volume de plates bouffonneries, Aventures divertissantes du duc de Roquelaure, compilation de prétendus bons mots et d'aventures, qu'on lui attribue à tort ou à raison. Maurice Rat le cite parmi les amants de Catherine Henriette d'Angennes.